# Ключики (Каменський міський округ)
Клю́чики (рос. Ключики) — присілок у складі Каменського міського округу Свердловської області.
Населення — 5 осіб (2010, 1 у 2002).
Національний склад станом на 2002 рік: росіяни — 100 %.